# Roses (winkel)
Roses Discount Stores (oorspronkelijk bekend als Rose's 5¢ 10¢ 25¢ Stores) is een regionale discountwinkel in de Verenigde Staten met het hoofdkantoor in Henderson, North Carolina. De keten heeft winkels in vijftien staten, voornamelijk in het zuiden.
Roses werd in 1997 gekocht door Variety Wholesalers Inc. en de Roses Division van het bedrijf heeft ongeveer 175 winkels die voornamelijk concurreren met Walmart en Target. In 2010 begon de Roses Division uit te breiden buiten de oorspronkelijke winkelbasis in het zuiden, door winkels te openen in Pennsylvania, Ohio en Indiana .

## Geschiedenis
Rose's Stores, Inc werd in 1915 in Henderson, North Carolina opgericht door Paul Howard Rose (1880-1955). Rose was al sinds zijn jeugd koopman en nam in juni 1915 de winkel in Henderson over, nadat een partnerschap dat winkels in Henderson en Charlotte had gerund, was ontbonden. De keten breidde zich eerst uit in het nabijgelegen Oxford (1916), daarna in Roxboro (april 1917), Louisburg (maart 1918) en in het Rosemary-gedeelte van Roanoke Rapids (augustus 1918). Omdat deze vijf winkels winstgevend bleken, begonnen Rose en andere familieleden in 1920 hun activiteiten uit te breiden naar een groter gebied, eerst naar Mullins, South Carolina en daarna naar Franklin, Virginia. De uitbreiding naar het westen begon via Lenoir, North Carolina en Statesville en elders. Toen de keten in 1927 een juridische entiteit werd, waren er ongeveer 30 winkels. Verdere uitbreiding naar Newport, Tennessee in 1929 en Dawson, Georgia in 1935 voltooide wat later de kern van het marktgebied van Roses zou worden en dat tot op de dag van vandaag bestaat.
De meeste winkels bevonden zich in kleine steden, maar in 1938 begon het bedrijf met het openen van vestigingen in de omgeving van Hampton Roads, Virginia, wat de belangrijkste stedelijke markt van het bedrijf zou worden. Winkel 105 werd in 1938 geopend aan Colley Avenue in Norfolk, om de hoek van de plek waar het bedrijf drie jaar later een groot warenhuis zou openen, de PHR Center Shop, destijds de modernste winkel van Norfolk. Het jaar daarop verstevigden winkel 106 (Ocean View Norfolk) en 107 (Downtown Virginia Beach) de positie van het bedrijf in Hampton Roads. Aan het begin van de Tweede Wereldoorlog waren er 118 Rose's 5-10-25 cent stores. Tijdens het conflict vroegen woningbouwverenigingen in Norfolk en Portsmouth het bedrijf om winkels te openen in door de overheid beheerde buurtwinkelcentra in woonwijken die speciaal waren aangelegd voor arbeiders uit de oorlogsindustrie.

### Uitbreiding naar winkelcentra

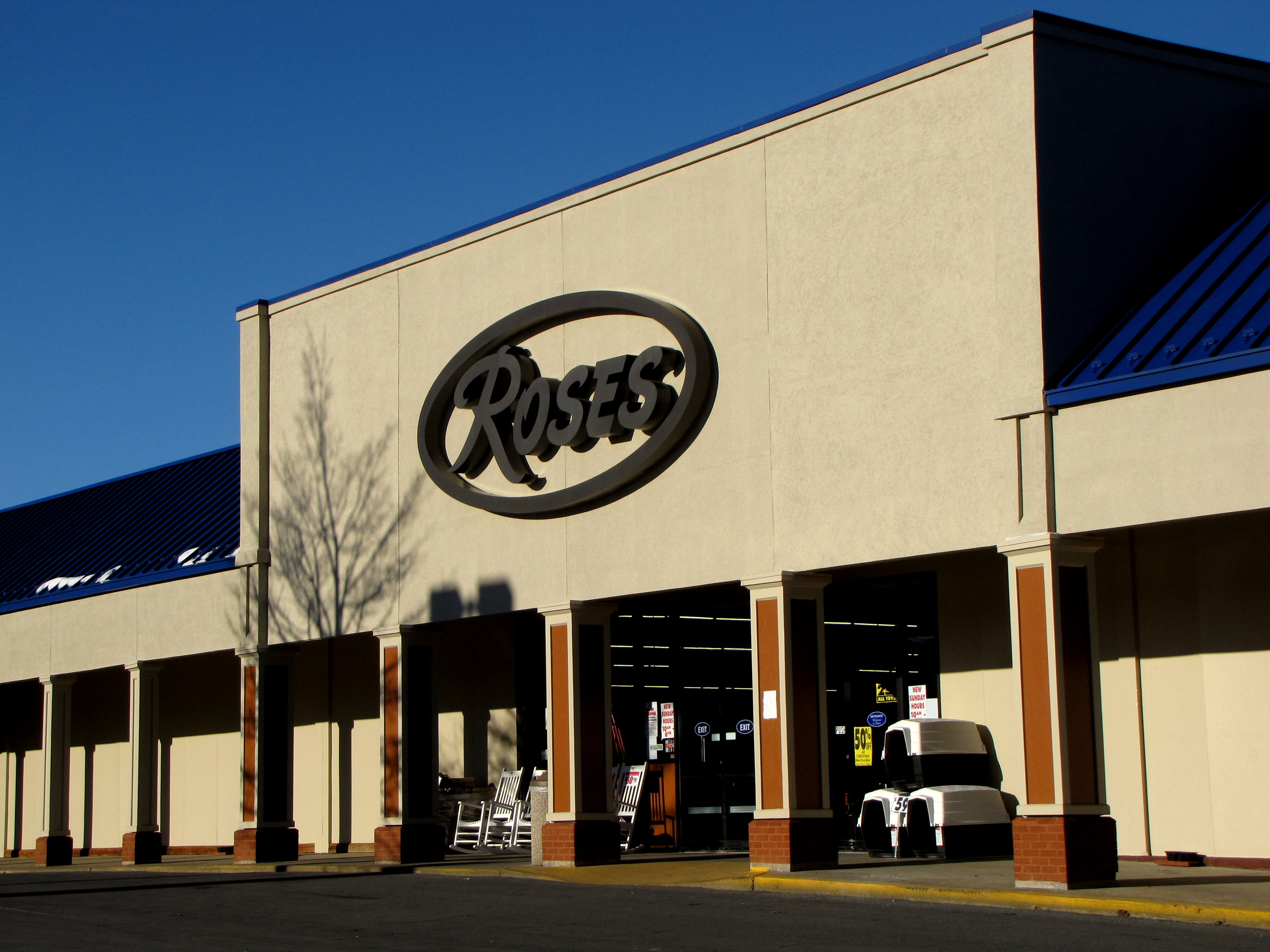
Roses in een winkelcentrum in Waynesboro, Virginia

Na de oorlog werd de eerste echte winkelcentrumwinkel van Roses geopend in het Midtown Center op Wards Corner, eveneens in Norfolk. Roses vond de locatie van het winkelcentrum een succes en opende al snel winkels in nieuw gebouwde centra in het hele marktgebied. Vroege winkelcentra zijn onder andere nr. 127 in het Lewis Plaza in Greenville, South Carolina; nr. 130 in Cameron Village in Raleigh; nr. 132 in het Summit Center in Greensboro en nr. 135 in het New River Plaza in Jacksonville, North Carolina. Elk van deze winkels was groter dan de vorige en gaf het bedrijf de richting aan die het in de jaren 1960 zou inslaan. Toen in 1961 een winkelcentrum werd geopend in het Pinewood Plaza in Spartanburg, had het gebouw een oppervlakte van ongeveer 4.600 m² vloeroppervlak en adverteerde zichzelf als een "discountwarenhuis". Andere soortgelijke winkels werden geopend in Greensboro, Louisville, Roanoke en Virginia Beach, voordat er een prototypewinkel werd geopend in High Point, North Carolina. In 1965 opende Roses een winkel in Morristown, Tennessee. Vanaf dat moment tot in de jaren 1990 begon Roses kleinere winkels te vervangen door grote winkelcentra. Deze winkelcentra hebben de lunchbalies in de meeste oudere winkels met cafetaria's in het stadscentrum gemoderniseerd.

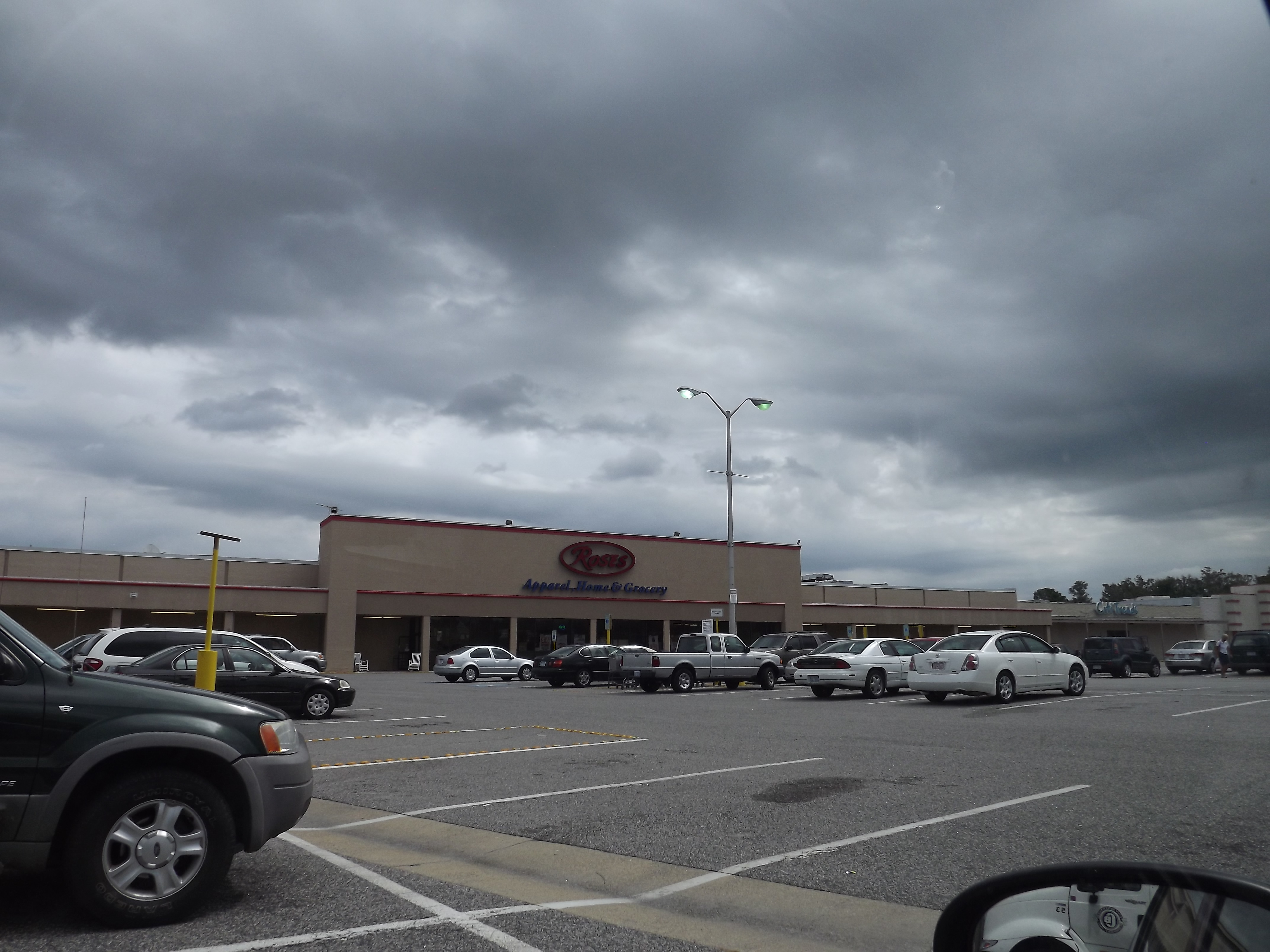
Eerste prototype van een combinatie van een discountwinkel en een supermarkt: "Roses Apparel, Home and Grocery", Elizabeth City, North Carolina, kort na de ombouw op 17 september 2012. Deze vestiging is een van de grootste winkels van de keten.

Eind jaren 1970 werden de luxe PHR Center Shops (er bleven er ongeveer zes over) samengevoegd met de hoofdvestiging, terwijl de resterende kleine winkels werden gegroepeerd in een divisie met de naam "P.H. Rose Variety Stores". Het bedrijf bleef deze divisie runnen totdat het in 1984 de resterende 50 locaties verkocht aan Variety Wholesalers om zich te kunnen concentreren op hun grotere winkels.

### Strijd en latere ontwikkelingen
Toen Wal-Mart zich begin jaren 1980 voor het eerst in de regio vestigde, zorgden de grotere winkelformules ervoor dat het marktaandeel en de winstgevendheid van Roses aanzienlijk afnam. Roses vroeg in 1993 uitstel van betaling aan en was daar in mei 1995 al uitgekomen. In 1997 werd Roses overgenomen door Variety Wholesalers, dat al in 1932 de Pope's 5 & 10 cent stores opende in Fuquay-Varina en Angier, North Carolina. Toen Variety de overname voltooide, waren er 106 Roses-winkels in bedrijf. Variety zorgde er snel voor dat de Roses-winkels weer winstgevend werden en startte kort daarna een uitbreidingsprogramma waarmee het aantal winkels verdubbelde. Rose's Stores, Inc. werd in 2001 omgedoopt tot Variety Stores, Inc., maar de winkels opereren nog steeds onder de naam Roses.

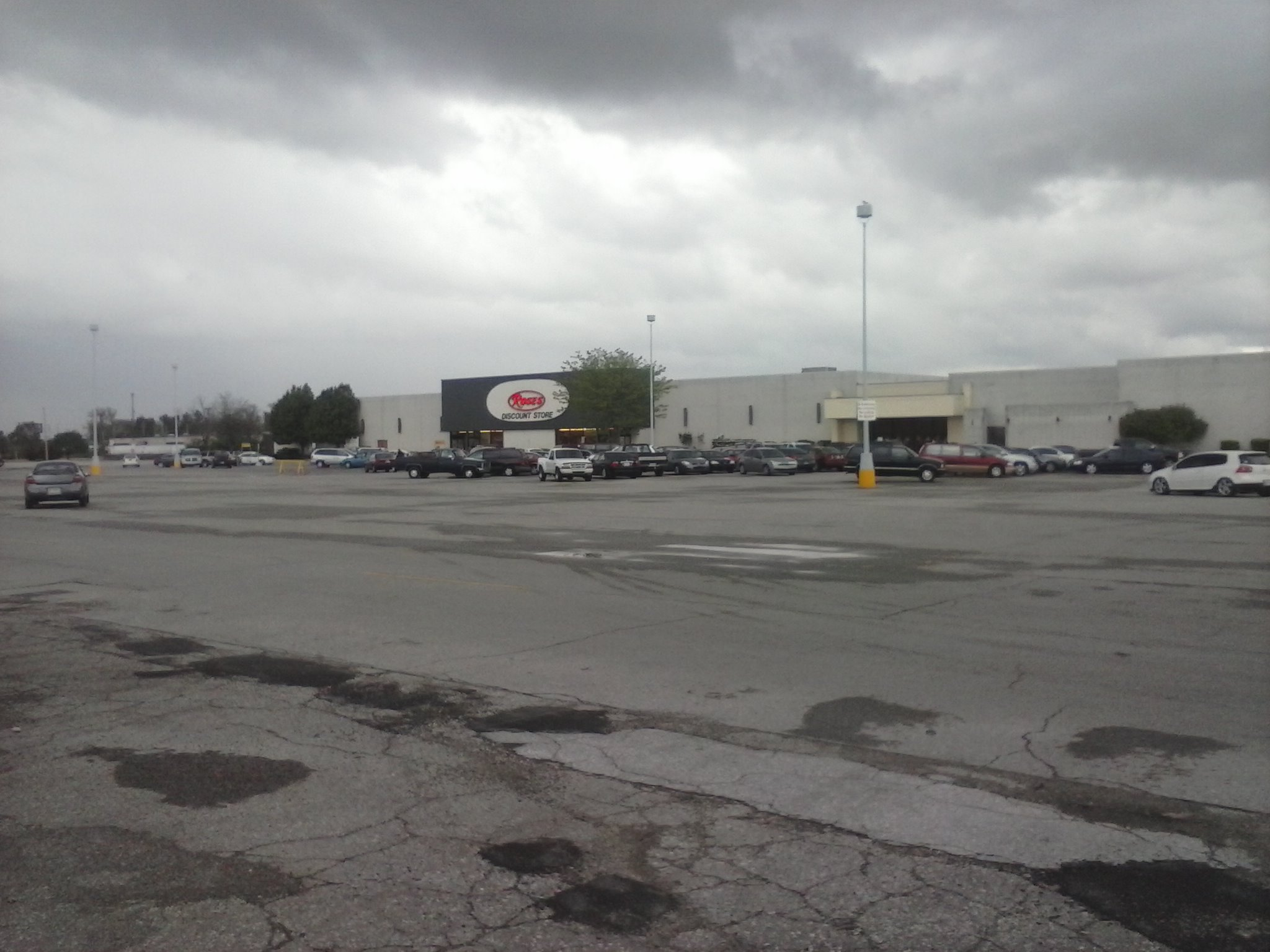
Rozenwinkel in Five Points Mall in Marion, Indiana. Deze locatie is Roses eerste winkel in Indiana en een van de drie winkels in Indiana. De andere winkels bevinden zich in Anderson en Indianapolis.

Roses opende in 2011 en 2012 opnieuw winkels in Jacksonville, Florida. Ze bevinden zich aan Arlington Road en aan Lem Turner Road in een oude K-Mart-winkel. Begin jaren 1970 was Roses uitgegroeid tot een van de snelstgroeiende winkelketens van het land. Begin jaren 1970 breidde het bedrijf uit naar Florida en opende het vier winkels in de regio Jacksonville, vier winkels in de regio Orlando en één winkel in Holiday en één winkel in Tarpon Springs. Deze uitbreiding zorgde al snel voor ernstige problemen in de toeleveringsketen, omdat de distributiecentra van het bedrijf zich voornamelijk in North- en South-Carolina bevonden. Deze winkels werden vervolgens gesloten.
Medio 2012 opende Roses een prototype van een combinatiewinkel in Elizabeth City, North Carolina, met een volledige supermarktafdeling met groente-, vlees-, zuivel- en diepvriesafdelingen. De supermarkt werd in 2015 vervangen door een Save-a-Lot-supermarkt die werd gerund door Variety Wholesalers als franchisenemer, na de succesvolle opening van een Save-a-Lot-supermarkt die werd gefranchised aan Variety Wholesalers naast The Roses in Raleigh, North Carolina. De Elizabeth City Save-a-Lot is echter per 30 september 2017 gesloten. 
In 2015 verhuisde Roses Express naar het oude Food Lion in het winkelcentrum Hillman Square aan de 103rd Street, eveneens in Jacksonville, Florida. In 2017 opende Roses een nieuwe vestiging in Gainesville, Florida.
Op 11 mei 2024 sloot de iconische Rose's-winkel in de badplaats Ocean City, Maryland, haar deuren na 45 jaar op die locatie te zijn geweest.